# Каласар
Каласар (вірм. Կալասար) — село в марзі Вайоц-Дзор, на півдні Вірменії. Село розташоване за 27 км на північний схід від Єхегнадзора та за 28 км на північ від Вайка. Село підпорядковується сільраді сусіднього села Ермон.